# Max Friedlaender (Jurist, 1873)
Max Friedlaender (geboren 28. Juni 1873 in Bromberg; gestorben 28. Mai 1956 in Twickenham, London) war ein deutscher Jurist und Wegbereiter des Anwaltsrechts.

## Leben
Max Friedlaender war der zweite Sohn des Bankiers und Herrenhausmitglieds Dagobert Friedlaender aus dessen zweiter Ehe mit Laura Oettinger. Der Vater wurde Opfer einer antisemitischen Hetzkampagne und zog 1882 resigniert mit der Familie aus Bromberg nach Frankfurt am Main, wo Friedlaender bereits mit siebzehn Jahren das Frankfurter Städtische Gymnasium absolvierte. Eine Art Ersatzvater war bis Ende 1893 sein 29 Jahre älterer Schwager Gustav Maier, der bis 1892 Bankier in Frankfurt a. M. war. Das Jurastudium begann Max Friedlaender an der französischsprachigen Universität Genf. Nach weiteren Semestern in Heidelberg, Straßburg und Berlin schloss er das Jura-Studium an der Universität Leipzig am 4. Juni 1896 mit der Promotion ab.
Friedlaender wohnte ab 1894 in München, wo er das Referendarexamen ablegte, Rechtspraktikant unter anderem beim Landgericht München I wurde und nach dem Zweiten Staatsexamen als Sozius in eine Anwaltskanzlei aufgenommen wurde. 1901 heiratete er Bella Forchheimer, 1902 wurde der Sohn Otto geboren. Seit 1908 erschien, von ihm und seinem Bruder Adolf, Landgerichtsrat in Limburg an der Lahn, verfasst, ein Kommentar zur Rechtsanwaltsordnung, bis 1930 in dritter Auflage, in dem das Standesrecht der Anwaltschaft zusammengefasst und ein Ehrenkodex formuliert wurde. Friedlaender trat für den freien Anwaltsberuf und gegen Zulassungsbeschränkungen ein. Neben seiner Anwaltstätigkeit schrieb er für die von Julius Magnus betreute Juristische Wochenschrift, Vorgängerin der NJW, in der Folgezeit ca. eintausend Beiträge.
Während des Ersten Weltkriegs teilte er die Politik der deutschen Kriegsziele und trat nach der Novemberrevolution der Einwohnerwehr bei. Er wurde Vorstandsmitglied der Rechtsanwaltskammer München (1911–1927) und Mitgründer des Bayerischen Anwaltverbandes und dessen Vorsitzender ab 1919. Ab 1924 war er Mitglied im Vorstand des Deutschen Anwaltvereins und ein aktiver Verbandspolitiker. Dieser Ämter wurde er 1933 aus rassistischen Gründen enthoben.
Nach der Machtergreifung der Nationalsozialisten 1933 konnten er und seine beiden Partner in der Sozietät zwar weiterarbeiten, doch verlor die Kanzlei in Folge des „Judenboykotts“ ihre Klientel. Seine letzte Veröffentlichung war ein Beitrag in der Monatsschrift für Kriminalpsychologie Ende 1933. Sein Kommentar zur Rechtsanwaltsordnung verschwand aus dem Buchhandel und wurde durch ein Plagiat von Erwin Noack ersetzt, der es als arische Schöpfung anpries und dank der geraubten Veröffentlichung zum Vizepräsident der Reichsrechtsanwaltskammer aufstieg und die Entjudung der deutschen Anwaltschaft verkündete. 1937 vertrat er Felix Herzfelder, der den Erbrechtsteil im Staudinger verfasst hatte, gegen den J. Schweitzer Verlag. Der Verlag wurde von Fritz Ostler vertreten, der Herzfelder polemisch mit Shylock gleichsetzte, woraufhin er vom Vorsitzenden Hans Ehard gefragt wurde, ob Herzfelder, weil er Jude sei, den Prozess verlieren müsse. Ehard fällte ein mutiges Urteil trotz der antisemitischen Propaganda.
Unmittelbar nach der Reichspogromnacht 1938 wurde Friedlaender verhaftet, kam aber durch ein Missverständnis unter den Häschern wieder frei und floh zu seinem Neffen Hans W. Maier nach Zürich. Im März 1939 flog er von Zürich zu dessen Bruder Artur Maier nach London. Am 31. Juli 1939 wurde ihm der Doktorgrad in Deutschland aberkannt und am 3. August 1939 die deutsche Staatsangehörigkeit entzogen. Nach Kriegsausbruch wurde er in Großbritannien zunächst als Enemy Alien auf der Isle of Man interniert und im September 1940 aus der Internierung entlassen.
Nach Kriegsende beriet er die United Restitution Organization. Sein Rat bei der Neufassung der Bundesrechtsanwaltsordnung in der Bundesrepublik war nicht gefragt. 1953 ernannte ihn der Deutsche Anwaltverein zum Ehrenmitglied. Nach Deutschland kehrte Friedlaender nicht mehr zurück.
Friedlaender hatte vier Kinder: Rudolf fiel im Zweiten Weltkrieg als Soldat auf englischer Seite und liegt in der Kriegsgräberstätte in Moussey/Vogesen begraben; Gerhart (Gert) emigrierte 1936 in die USA, studierte dort Chemie und arbeitete bereits in jungen Jahren am Manhattan Project mit; die Tochter Leonore (1904–1995) heiratete den Wirtschaftswissenschaftler George Nikolaus Halm. und emigrierte 1937 mit ihm nach Großbritannien.
Seit dem Jahr 2001 verleiht der Bayerische Anwaltverband zu Ehren Max Friedlaenders den Max-Friedlaender-Preis jährlich an Personen, die Herausragendes für das Rechtswesen, die Anwaltschaft oder die Gesellschaft geleistet haben. Im Jahr 2006 wurde im Münchner Stadtteil Schwanthalerhöhe der „Max-Friedlaender-Bogen“ nach ihm benannt, eine Straße in der Nähe der Hackerbrücke.

## Schriften
- Rechtsanwälte und Anwaltsprobleme in der schönen Literatur. Beck, München 1956
- Anwaltstragik und Dichtung. In: Festschrift für Albert Pinner. 1932
- Kommentar zur 13. Verordnung über die Gebühren der Rechtsanwälte (Goldgebührenordnung) und zum Gesetz über die Erstattung von Prozeßkosten vom 13. Dezember 1923. 1924
- Kommentar zur Rechtsanwaltsordnung vom Juli 1878. 1930
- Das objektive Verfahren nach dem Reichsstrafprozeßrechte. Diss. Leipzig 1894
- Erziehung im bürgerlichen Recht. Archiv für bürgerliches Recht.